# Kadoka
Kadoka är administrativ huvudort i Jackson County i South Dakota. Enligt 2020 års folkräkning hade Kadoka 543 invånare.